# 引き波
引き波（ひきなみ）
- 船が航行時に後ろにできる波、船尾波（本項で説明）
- 地震によって津波が押しよせる前に、海面の水位が一旦下がる現象。反対は「押し波」あるいは「寄せ波」

## 船舶の引き波

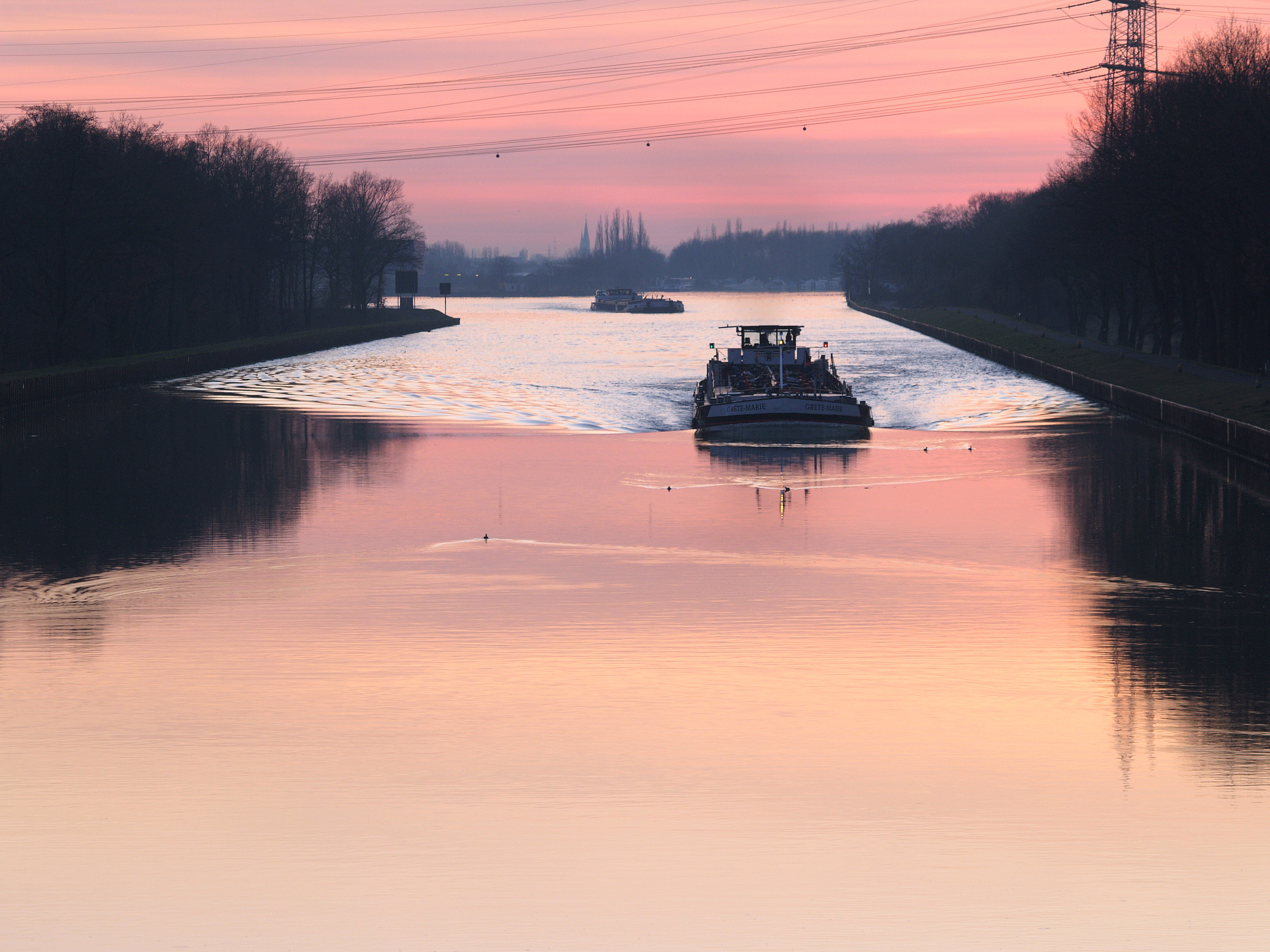
航行する船舶の後方に広がる引き波

船舶の引き波は、船舶が航行する時、船体が水（海水、淡水）を押しのけることによって発生する。機関を備えた船だけでなく、帆船、曳航船（他の船にワイヤーなどで引かれている船）でも引き波は生ずる。蹴波（けりなみ）と言う場合もある。
引き波の広がり方によって船舶の航行速度をおおまかに知ることも可能である。船の中心線に沿って出ているか、どの程度の角度で出ているかということによって、風圧によって船が横方向へスライドしている割合をおおまかに知ることも可能である。
また一般に大型船舶の引き波は小型船舶のそれに比べて大きくなる。大型船の引き波に手漕ぎボートや小型船が不適切な角度で遭遇すると、極端な場合転覆する恐れがある。
また、船の速力が大きいと引き波は大きくなる傾向があり、大きな引き波は係留中の船舶を激しく揺さぶりそれを傷めることがあるため、小型のモーターボートであれ、船舶を操縦する時は係留船の付近では十分に速力を落とし極力引き波を立てないことがマナーとされている。

### 競艇用語の「引き波」
艇が航行時にスクリューの後ろに出来る波。水をスクリューがかき回すことによって起こるために、空気が混ざるなど非常に不安定な状態になっていて、そこを後ろの艇が通ると走行が不安定になる。特に空気の泡をスクリューが巻き込んで艇の状態が不安定になることを「キャビテーションを起こす（競艇の用語では「キャビる」）」といい、わざと引き波を起こすことを「バンカーを掘る」とも言う。